# Крушка (Стар Караорман)
Крушка или Крушки (на македонска литературна норма: Крушка) е археологически обект, селище от Късната античност край щипското село Стар Караорман, Северна Македония.

## Местоположение
Обектът е на изхода на селото, от двете страни на пътя за село Карбинци, на левия бряг на Брегалница.

## Описание
Крушка обхваща площ от около 1 ha. Тук са намерени фрагменти от керамични съдове и множество останки от строителни материали. В 1984 година Щипският музей извършва защитни разкопки, по време на които са открити трикорабна базилика с размери 17,40 × 11,80 m и засводена гробница.